# Human Drama
Human Drama je americká hudební skupina. Založil ji zpěvák Johnny Indovina v roce 1995 v Los Angeles. V roce 1988 podepsala smlouvu se společností RCA Records a následujícího roku vydala své první studiové album nauvané Feel. Později vydala několik dalších alb (vydávala je převážně společnost Triple X Records). V roce 1993 vyšlo album nazvané Pinups, které bylo složeno z coververzí písní takových hudebníků, jako byli Lou Reed, Leonard Cohen či Tom Waits. Kapela se rozpadla v roce 2005, ale později byla znovu obnovena.

## Diskografie

### Studiová alba
- Feel (1989)
- The World Inside (1992)
- Pinups (1993)
- Songs of Betrayal (1995)
- Songs of Betrayal Part One (1999)
- Songs of Betrayal Part Two (1999)
- Solemn Sun Setting (1999)
- Cause and Effect (2002)

### Koncertní alba
- Fourteen Thousand Three Hundred Eighty Four Days Later (1997)
- Momento's En El Tiempo (2002)